# Cine de Noruega
Noruega ha tenido una industria cinematográfica notable desde hace algún tiempo.
La primera película producida en Noruega fue un corto acerca de los pescadores, Fiskerlivets farer (Los peligros de la vida de la pesca), que data de 1907. El primer largometraje fue lanzado en 1911, producido por Halfman Nobel Roede. En 1931 Tancred Ibsen, nieto del dramaturgo, presentó el primer largometraje de Noruega, Den store barned-pen ("El gran bautizo"). A través de la década de 1930 Ibsen "dominó" la industria cinematográfica de la nación, con Leif Sinding en segundo lugar. Ibsen produjo melodramas convencionales más o menos en el modelo de películas de Hollywood.
A principios del siglo XXI, algunos directores de cine noruegos han tenido la oportunidad de ir a Hollywood para dirigir varias películas independientes. En 2011, se habían producido casi 900 películas en Noruega, de las que se habían realizado un tercio en los últimos 15 años.

## Películas notables

### 1980
- Cinturón de Orión (1985)

- Pathfinder (1987)

### 1990
- D'den p' Oslo S (1990)

- M'rketid (1994)

- Kjorlighetens kjotere (1995)

- S'ndagsengler (1996)

- Insomnio (1997)

- Correo basura (1997)

### 2000
- Elling (2001)

- Heftig og begeistret (2001)

- Mongoland (2001)

- Villmark (2002)

- Kitchen stories (2003)

- Buddy (2003)

- Hawaii, Oslo (2004)

- Den brysomme mannen (2006)

- Fritt Vilt (2006)

- Reprise (película) (2006)

- Den siste revejakta (2008)

- Rovdyr (2008)

- Fritt Vilt II (2008)

- La rebelión de Kautokeino (2008)

- Max Manus: Man of War (2008)

- Zombis Nazis (2009)

- Knerten (2009)

### 2010
- The Troll Hunter (2010)

- Rey de la Isla del Diablo (2010)

- Un hombre algo gentil (2010)

- Headhunters (2011)

- Oslo, 31 de agosto (2011)

- Kon-Tiki (2012)

- Bølgen (2015)

- La elección del rey (2016)

- Utya: 22 de julio (2018)

### Cortometrajes notables
- El Espíritu de Noruega (1988)

- Un año a lo largo de la carretera abandonada (1991)

- De beste g'r fárst (2002)

- Sniffer (2006)

- El poeta danés (2006)

## Actores
- Liv Ullmann

- Kristofer Hivju

- Ingrid Bolsø Berdal

- Henki Kolstad

- Maria Bonnevie

- Anders Baasmo Christiansen

- Wenche Foss

- Harald Heide-Steen Jr.

- Kristoffer Joner

- Helge Jordal

- Alfred Maurstad

- Toralv Maurstad

- Arve Opsahl

- Sverre Anker Ousdal

- Bjorn Sundquist

- Tobias Santelmann

- Trond Espen Seim

- Rolv Wesenlund

- Pia Tjelta

- Aksel Hennie

- Ane Dahl Torp

- Nicolai Cleve Broch

- Morten Rudá

## Directores
- Joachim Trier

- André Øvredal

- Martin Asphaug

- Anja Breien

- Edith Carlmar

- Ivo Caprino

- Eva Dahr

- Olav Dalgard

- Karoline Frogner

- Nils Gaup

- Erik Gustavson

- Bent Hamer

- Gill Holland

- Marius Holst

- Tancred Ibsen

- Jens Lien

- Vibeke Lukkeberg

- Hans Petter Moland

- Marja Bál Nango

- Petter Nass

- Sara Margrethe Oskal

- Erik Poppe

- Yvind Sandberg

- Erik Skjoldbjorg

- Arne Skouen

- Ola Solum

- Liv Ullmann

- Trond Espen Seim

- Roar Uthaug

- Petter Venner-d

- Tommy Wirkola

- Svend Wam

- Harald Zwart

## Premios
El equivalente noruego de los Premios Óscar es el premio Amanda, que se entrega durante el Festival de Cine Noruego anual en Haugesund. El premio fue creado en 1985. El premio Amanda se entrega en las siguientes categorías: Mejor Película Noruega, Mejor Dirección, Mejor Actor Masculino, Mejor Actriz Femenina, Mejor Película para Niños y Jóvenes, Mejor Guion, Mejor Cortometraje, Mejor Documental (sin embargo, un documental también puede ganar el premio a la Mejor Película), Mejor Película Extranjera y un premio honorífico.
El documental Kon-Tiki de Thor Heyerdahl recibió el Premio de la Academia al Largometraje Documental en la 24.ª ceremonia de los Premios Óscar en 1951. Es el único largometraje de la historia de Noruega que ha ganado un Oscar. En 2006 el cortometraje animado noruego/canadiense El poeta danés, dirigido por el noruego Torill Kove y narrado por la leyenda de la pantalla noruega Liv Ullmann, ganó un Premio de la Academia de Cortometraje Animado, y se convirtió en la segunda producción noruega en recibir un Premio Óscar.
A partir de 2013, cinco películas de Noruega han sido nominadas para el Oscar a la mejor película de habla no inglesa: Nine Lives (1957), The Pathfinder (1987), The Other Side of Sunday (1996), Elling (2001) y Kon-Tiki (2012).

## Comisiones cinematográficas
- Western Norway Film Commission, Bergen